# Amadou Onana
Amadou Zeund Georges Ba Mvom Onana, född 16 augusti 2001, är en belgisk fotbollsspelare som spelar för Aston Villa.

## Karriär
Den 5 augusti 2021 värvades Onana av franska Lille, där han skrev på ett femårskontrakt. Onana gjorde sin Ligue 1-debut den 14 augusti 2021 i en 4–0-förlust mot Nice, där han blev inbytt i den 64:e minuten mot Yusuf Yazıcı.
Den 9 augusti 2022 värvades Onana av Premier League-klubben Everton, där han skrev på ett femårskontrakt. Den 22 juli 2024 värvades Onana av Aston Villa, där han skrev på ett femårskontrakt.